# ضب شبراقي
ضب شبراقي (الاسم العلمي: Uromastyx shobraki)، نوع من عظاءات الحرذون. موطنها اليمن.

## أصل التسمية
الاسم المحدد مُهدى لدكتور محمد شبراق، مدير «المركز الوطني لبحوث الحياة البرية، NWRC» في الطائف، السعودية، وذلك لإنجازاته البارزة في مجال الحفاظ على الحياة البرية العربية.